# 萬寶航業
萬寶航業有限公司，是一間香港的航運公司，曾在1972年香港交易所上市。主要經營航運產業，其後因為80年代航運惡化迹象，於是申請在1987年停牌，直至1989年被港交所除牌，之後在1992年結業。

## 外部連結
- 萬寶航業資料 （页面存档备份，存于）